# L'Île des défis extrêmes 2023
 (mars 2025).
Si vous disposez d'ouvrages ou d'articles de référence ou si vous connaissez des sites web de qualité traitant du thème abordé ici, merci de compléter l'article en donnant les références utiles à sa vérifiabilité et en les liant à la section « Notes et références ».
 (août 2024).
- Si vous ne connaissez pas le sujet, laissez ce bandeau (vous pouvez alors contacter les auteurs).
- Si vous supprimez le contenu mis en cause (vous pouvez préalablement contacter les auteurs),

argumentez précisément cette suppression dans la page de discussion
(un manque de référence n'est pas un argument ; une recherche réelle de référence doit avoir été effectuée, être formellement documentée).
 (janvier 2024).
Chronologie
Garderie extrême
L'île des défis extrêmes (2023) (en anglais : Total Drama Island 2023) est la septième (6ème en théorie car "Défis extrêmes : L'île de Pahkitew est considéré comme dans la même saison que Les étoiles des Défis extrêmes) saison de la série télévisée d'animation canadienne Défis extrêmes.
15 ans après le premier épisode de Défis extrêmes, elle comprend deux fois treize épisodes dans deux parties qui sont dans la même saison.
Elle est diffusée pour la première fois en Italie le 10 avril 2023.
Au Québec, la série a été diffusée sur Télétoon depuis le 4 novembre 2023. Aux États-Unis, elle est diffusée depuis le 1er juin 2024 sur Cartoon Network.

## Synopsis
L'île des défis extrêmes 2023 ramène la série à ses racines au camp Wawanakwa avec une distribution diversifiée de seize nouveaux personnages. Les concurrents sont mis à l'épreuve jusqu'à leurs limites en participant à des courses de dragsters, à des pâtisseries extrêmes, à faire des TikTok et à des « défis inspirés des films de catastrophe et d'horreur » pour avoir la chance de gagner le prix d'un million de dollars.
Le vainqueur de la saison 6.1 est Priya quant au vainqueur saison 6.2 c'est Willy qui seront gagnant dans tous les pays.

## Personnages
- Axel la dur à cuire
- Bowie l'antagoniste de la génération
- Caleb le pur était fait
- Charles le youtuber (Chase en VO)
- Damien l'effrayé
- Emma l'ex d'un youtuber
- Julia l'influenceuse motivation et le diable en personne
- Kev (Kévin) et Willy les joueurs de hockey (Raj(esh) et Wayne en VO)
- L'épeurante, alias Laurie (Scary Girl (Lauren) en VO)
- Michelle l'actrice de film d'action (Nichelle en VO)
- Millie La jeune écrivaine
- MK (Marie-Karine) La hackeuse (Mary-Kate en VO)
- Priya la super entrainée
- Robert le méchant garçon (Ripper en VO)
- Zack (Zacharie) le gars tranquille (Zee (Hezekias) en VO)

Ces candidats sont répartis en deux équipes : Les truites féroces (Ferocious Trout en VO) et Les grenouilles mortelles (Frogs of Death en VO).

### Voix originales
- Terry McGurrin : Chris McLean
- Deven Mack : Chef Hatchet
- Kwaku Adu-Poku : Caleb
- Tamara Almeida : Axel
- Katie Griffin : Scary Girl/Lauren
- Tymika Tafari : Nichelle
- Daniel Keith Morrison : Damien
- Kimberly-Ann Truong : Mary-Kate/MK
- Varun Saranga : Rajesh/Raj
- Jack Copland : Wayne
- Fred Kennedy : Ripper
- Gerardo Gismondi : Hezekias/Zee
- Julius Cho : Chase
- Melanie Leishman : Emma
- Barbara Mamabolo : Millie
- Brandon Michael Arrington : Bowie
- Eman Ayaz : Priya

### Voix québécoises
- Antoine Durand : Louis Mercier
- Widemir Normil : Chef Albert
- Catherine Bonneau : Priya
- Sonia Vachon : Emma
- Martin Watier : Bowie
- Louis-Philippe Dandenault : Charles
- Rose-Maïté Erkoreka : Millie
- Véronique Claveau : Julia
- François L'Écuyer : Robert
- Louis-Olivier Maufette : Caleb
- Philippe Martin : Kévin/Kev
- Fred-Éric Salvail : Zacharie/Zack
- Marc St-Martin : Willy
- Julie Beauchemin : Michelle
- Julie Burroughs : L'épeurante Laurie
- Dominique Quesnel : Axel
- Marika Lhoumeau : Marie-Karine/MK
- Rodley Pitt : Damien
- Joël Legendre : Chanteur de générique

- - Société de doublage : Difuze
  - Direction artistique : Louis-Georges Girard
  - Adaptation : Bérengère Rouard et Thibaud de Courrèges

## Classement
Partie une de la saison :
| Place | Nom                | Équipe                    | Type d'élimination | Épisode | Statut des équipes     |
| ----- | ------------------ | ------------------------- | ------------------ | ------- | ---------------------- |
| 16e   | Caleb              | Les grenouilles mortelles | Éliminé            | 1       | Équipes non-fusionnées |
| 15e   | Axel               | Les truites féroces       | Éliminée           | 2       | Équipes non-fusionnées |
| 14e   | Michelle           | Les grenouilles mortelles | Éliminée           | 3       | Équipes non-fusionnées |
| 13e   | L'épeurante/Laurie | Les truites féroces       | Éliminée           | 4       | Équipes non-fusionnées |
| 12e   | Damien             | Les truites féroces       | Éliminé            | 5       | Équipes non-fusionnées |
| 11e   | MK                 | Les grenouilles mortelles | Éliminée           | 6       | Équipes non-fusionnées |
| 10e   | Kev                | Les grenouilles mortelles | Forfait            | 7       | Équipes fusionnées     |
| 9e    | Willy              | Les grenouilles mortelles | Forfait            | 7       | Équipes fusionnées     |
| 8e    | Robert             | Les truites féroces       | Éliminé            | 9       | Équipes fusionnées     |
| 7e    | Zack               | Les truites féroces       | Éliminé            | 10      | Équipes fusionnées     |
| 6e    | Charles            | Les truites féroces       | Éliminé            | 11      | Équipes fusionnées     |
| 5e    | Emma               | Les grenouilles mortelles | Éliminée           | 11      | Équipes fusionnées     |
| 4e    | Julia              | Les grenouilles mortelles | Éliminée           | 12      | Équipes fusionnées     |
| 3e    | Millie             | Les truites féroces       | Troisième          | 13      | Équipes fusionnées     |
| 2e    | Bowie              | Les grenouilles mortelles | Deuxième           | 13      | Équipes fusionnées     |
| 1er   | Priya              | Les truites féroces       | Vainqueur          | 13      | Équipes fusionnées     |

Partie deux de la saison :
| Place | Nom                | Équipe                     | Type d'élimination | Épisode | Statut des équipes     |
| ----- | ------------------ | -------------------------- | ------------------ | ------- | ---------------------- |
| 16e   | L'épeurante/Laurie | Queue moufette             | Éliminée           | 14      | Équipes non-fusionnées |
| 15e   | Charles            | Queue moufette             | Éliminé            | 15      | Équipes non-fusionnées |
| 14e   | Millie             | Face de rat                | Éliminé            | 16      | Équipes non-fusionnées |
| 13e   | Emma               | Face de rat                | Éliminée           | 17      | Équipes non-fusionnées |
| 12e   | Michelle           | Face de rat                | Abandon            | 18      | Équipes non-fusionnées |
| 11e   | Bowie              | Queue moufette             | Éliminé            | 19      | Équipes fusionnées     |
| 10e   | Axel               | Face de rat                | Éliminée           | 20      | Équipes fusionnées     |
| 9e    | Robert             | Queue moufette             | Abandon            | 20      | Équipes fusionnées     |
| 8e    | Zack               | Face de rat                | Éliminé            | 21      | Équipes fusionnées     |
| 7e    | MK                 | Queue moufette             | Éliminée           | 22      | Équipes fusionnées     |
| 6e    | Damien             | Face de rat                | Éliminé            | 23      | Équipes fusionnées     |
| 5e    | Kev                | Queue moufette             | Éliminé            | 24      | Équipes fusionnées     |
| 4e    | Priya              | Face de rat                | Éliminée           | 25      | Équipes fusionnées     |
| 2/3e  | Julia/Caleb        | Queue moufette/Face de rat | Finalistes         | 26      | Équipes fusionnées     |
| 1er   | Willy              | Queue moufette             | Vainqueur          | 26      | Équipes fusionnées     |